# Tim Sugden
Tim Sugden (ur. 26 kwietnia 1964 roku w Newcastle upon Tyne) – brytyjski kierowca wyścigowy.

## Kariera
Sugden rozpoczął karierę w międzynarodowych wyścigach samochodowych w 1986 roku od startów w Festiwalu Formuły Ford. Wyścigu tego jednak nie ukończył. W późniejszych latach Brytyjczyk pojawiał się także w stawce Brytyjskiej Formuły Ford 1600, British Touring Car Championship, Brytyjskiej Formuły Renault, Brytyjskiej Formuły 3000, British GT Championship, FIA GT Championship, International Sports Racing Series, 24-godzinnego wyścigu Le Mans, Belgian Procar, Grand American Sports Car Series, Grand American Rolex Series, Le Mans Endurance Series, American Le Mans Series, Le Mans Series, Brytyjskiego Pucharu Porsche Carrera, Azjatyckiego Pucharu Porsche Carrera, Malaysia Merdeka Endurance Race, FIA GT3 Porsche Manufacturers Cup, FIA GT3 European Championship oraz Super GT.

## Wyniki w 24h Le Mans
| Rok  | Zespół                               | Partnerzy                    | Samochód                    | Klasa   | Okr. | Poz. | Klasa Pos. |
| ---- | ------------------------------------ | ---------------------------- | --------------------------- | ------- | ---- | ---- | ---------- |
| 1998 | Gulf Team Davidoff EMKA Racing       | Steve O’Rourke Bill Auberlen | McLaren F1 GTR              | GT1     | 343  | 4    | 4          |
| 2003 | DeWalt Racesports Salisbury          | Mike Jordan Michael Caine    | TVR Tuscan T400R            | GT      | 93   | NU   | NU         |
| 2004 | Thierry Perrier Perspective Racing   | Ian Khan Nigel Smith         | Porsche 911 GT3-RS          | GT      | 283  | 23   | 10         |
| 2006 | Russian Age Racing Cirtek Motorsport | Nigel Smith Christian Vann   | Ferrari 550-GTS Maranello   | GT1     | 124  | NU   | NU         |
| 2008 | Virgo Motorsport                     | Rob Bell Tim Mullen          | Ferrari F430 GT2            | GT2     | 289  | NU   | NU         |
| 2009 | JMW Motorsport                       | Rob Bell Andrew Kirkaldy     | Ferrari F430 GT2            | GT2     | 320  | 23   | 4          |
| 2010 | JMW Motorsport                       | Rob Bell Bryce Miller        | Aston Martin V8 Vantage GT2 | GT2     | 71   | NU   | NU         |
| 2011 | JMW Motorsport                       | Rob Bell Xavier Maassen      | Ferrari 458 Italia GTC      | GTE Pro | 290  | 24   | 9          |